# アンクルン

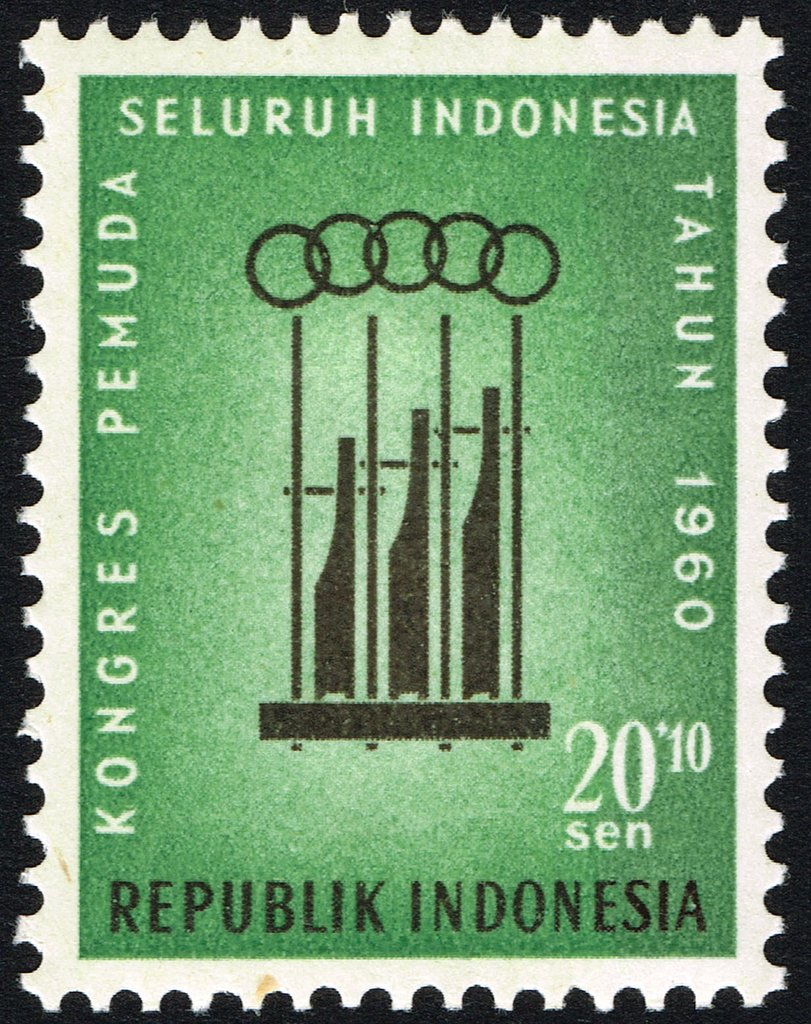
アンクルンがデザインされたインドネシアの切手

アンクルン（angklung、スンダ文字: ᮃᮀᮊᮣᮥᮀ）は、インドネシアのスンダ族の竹製の打楽器である。

## 楽器法
インドネシア・ジャワ島の西ジャワに起源を持つといわれる。中をえぐってオクターブに調律した2本の竹筒とそれをつなぐ竹枠からなり、ゆすって竹筒と竹筒をぶつけて音を出す。音程は竹の長さ・太さによって異なり、ハンドベルのように何人かで分担して音階を形成する。
インドネシアの脳卒中センターでは、リハビリの一環としてアンクルンを使用した音楽療法が取り入れられている。
日本では、100本のアンクルンを駆使してクラシック音楽を演奏するインダ･プトゥリが演奏活動を行っている。
2010年、「インドネシアのアンクルン」はユネスコの無形文化遺産に登録された。
2023年8月5日、ジャカルタのゲロラ・ブン・カルノ・スタジアムで15,110人が参加し、「世界最大のアンクルン・アンサンブル」のギネス世界記録が達成された。

## 使用例
アンクルンが効果的に使われた作品に、武満徹の五人の打楽器奏者とオーケストラのための「フロム・ミー・フロウズ・ホワッ・チュー・コール・タイム」がある。
アニメ『蟲師』でも使用された。
ドラマ『孤独のグルメ』の劇中音楽「竹の味」で、アンクルンが使われている。